# Palacio Nuevo de Hechingen

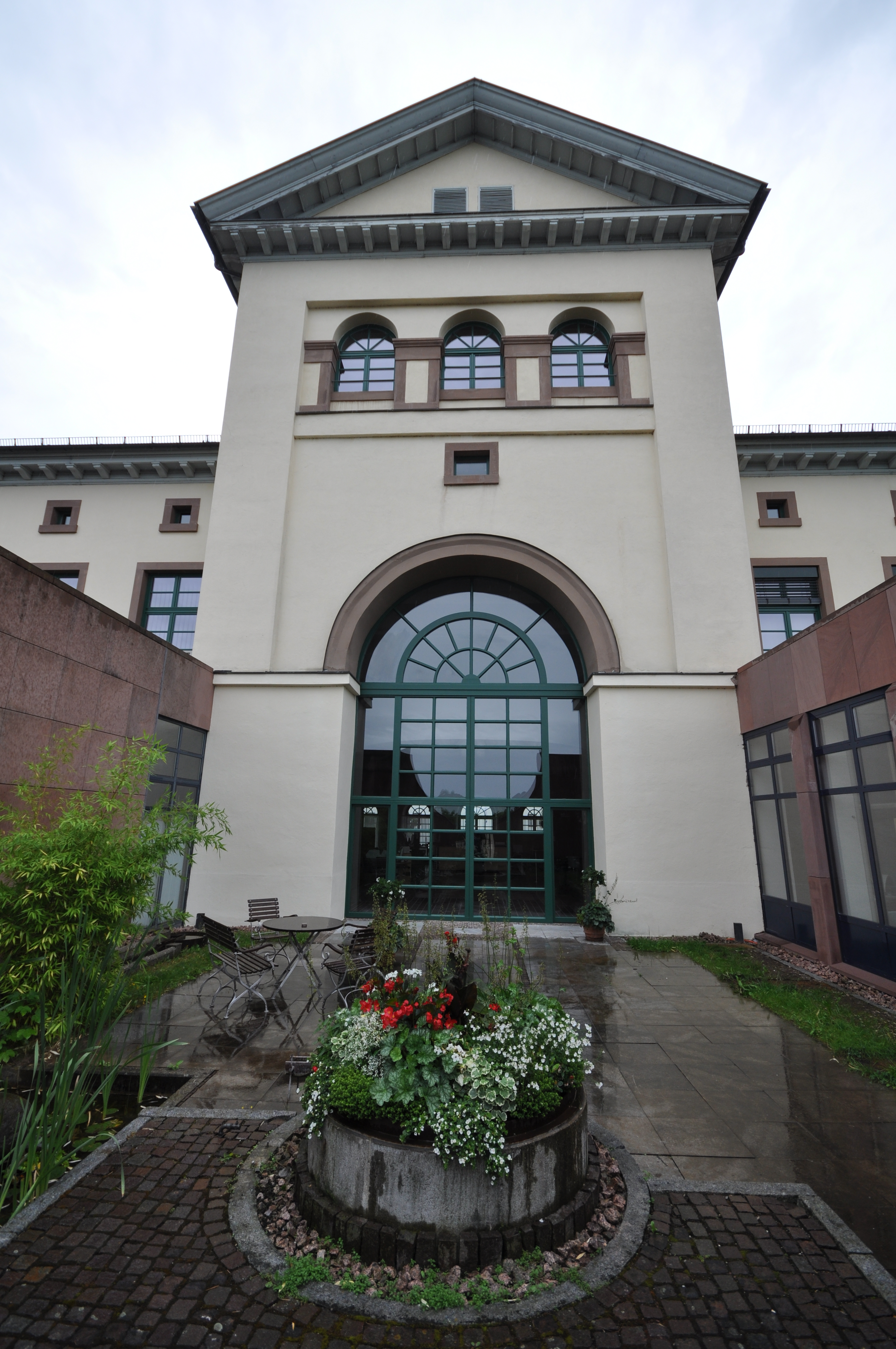
La parte trasera del edificio de Burnitz, con ampliaciones modernas.

El Palacio Nuevo (del alemán: Neues Schloss) es un palacio en Hechingen en Alemania. Sirvió como residencia en la ciudad para los príncipes de Hohenzollern-Hechingen.

## Historia
El primer edificio en este lugar era una residencia de estilo renacentista construida por Eitel Federico IV, Conde de Hohenzollern, a finales del siglo XVI. Aparte de pequeños restos, fue derribado por Federico Hermann Otón a principios del siglo XIX para hacer la presente edificación de tres alas, construida entre 1818 y 1819, diseñada por Rudolf Burnitz y financiado con reparaciones de guerra francesas del Congreso de Viena. Burnitz era un discípulo de Friedrich Weinbrenner, un prominente arquitecto neoclásico en el Gran Ducado de Baden. El castillo permaneció sin terminar, ya que el principado tenía deudas y los fondos para la construcción se agotaron.